# Argia translata
Argia translata är en trollsländeart som beskrevs av Hagen in Selys 1865. Argia translata ingår i släktet Argia och familjen dammflicksländor. Inga underarter finns listade i Catalogue of Life.

## Bildgalleri

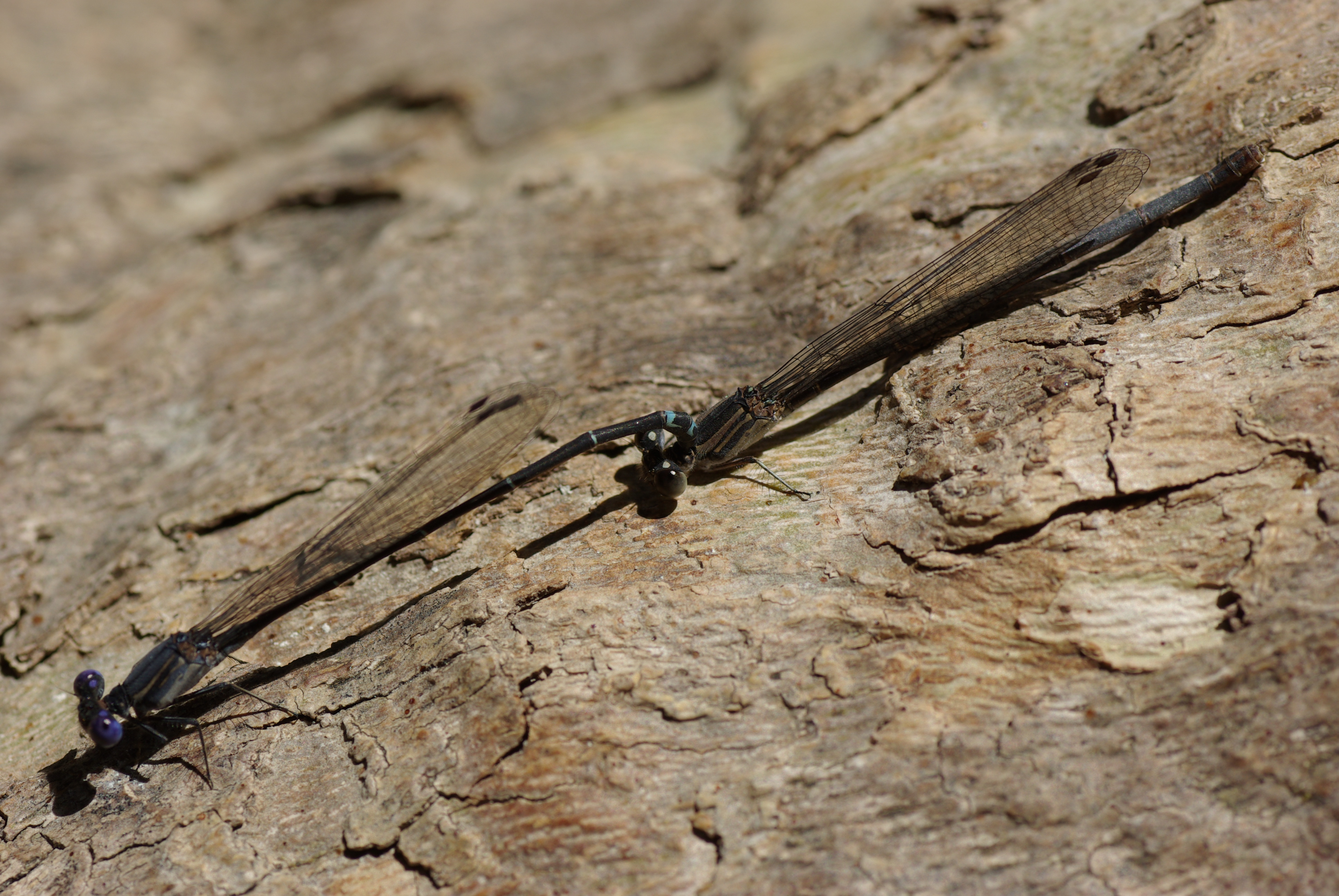